# Liste der Kulturdenkmäler in Frankenhain (Schwalmstadt)
Die folgende Liste enthält die in der Denkmaltopographie ausgewiesenen Kulturdenkmäler auf dem Gebiet des Stadtteils Frankenhain der  Stadt Schwalmstadt, Schwalm-Eder-Kreis, Hessen.
Hinweis: Die Reihenfolge der Denkmäler in dieser Liste orientiert sich an der Anschrift, alternativ ist sie auch nach der Bezeichnung oder der Bauzeit sortierbar.
Kulturdenkmäler werden fortlaufend im Denkmalverzeichnis des Landes Hessen durch das Landesamt für Denkmalpflege Hessen auf Basis des Hessischen Denkmalschutzgesetzes (HDSchG) geführt. Die Schutzwürdigkeit eines Kulturdenkmals hängt nicht von der Eintragung in das Denkmalverzeichnis des Landes Hessen oder der Veröffentlichung in der Denkmaltopographie ab.

## Frankenhain
| Bild                           | Bezeichnung                                    | Lage                                      | Beschreibung                                                                                | Bauzeit                           | Daten |
| ------------------------------ | ---------------------------------------------- | ----------------------------------------- | ------------------------------------------------------------------------------------------- | --------------------------------- | ----- |
| Schwalmstadt-Frankenhain       | Gesamtanlage Frankenhain                       | Frankenhain Lage                          | Die Bebauung der Landgraf-Karl-Straße sowie den Bereich um die Kirche                       |                                   |       |
| Bild gesucht BW                | Wohnhaus Landgraf-Karl-Straße 22               | Frankenhain, Landgraf-Karl-Straße 22 Lage | Traufständiges Wohnhaus, früher genutzt als Schule.                                         | um 1800                           |       |
| Fachwerkkirche Frankenhain     | Fachwerkkirche                                 | Frankenhain, Landgraf-Karl-Straße Lage    | Schmucklose mit Holzschindeln verkleidete Fachwerkkirche und sechseckigem Haubendachreiter. | 1746-1754, geweiht 1755           |       |
| Landgraf Karl-Str. 24          | Wohnwirtschaftsgebäude Landgraf-Karl-Straße 24 | Frankenhain, Landgraf-Karl-Straße 24 Lage |                                                                                             | Mitte des 19. Jahrhunderts        |       |
| Landgraf Karl-Str. 29          | Wohnhaus Landgraf-Karl-Straße 29               | Frankenhain, Landgraf-Karl-Straße 29 Lage |                                                                                             | 18. Jahrhundert                   |       |
| Landgraf Karl-Str. 34 im Umbau | Fachwerkhaus Landgraf-Karl-Straße 34           | Frankenhain, Landgraf-Karl-Straße 34 Lage |                                                                                             | Erste Hälfte des 19. Jahrhunderts |       |
| Bild gesucht BW                | Wohnhaus Landgraf-Karl-Straße 38               | Frankenhain, Landgraf-Karl-Straße 38 Lage |                                                                                             | um 1800                           |       |
| Bild gesucht BW                | Wohnhaus Landgraf-Karl-Straße 44               | Frankenhain, Landgraf-Karl-Straße 44 Lage |                                                                                             | 1810                              |       |
| Bild gesucht BW                | Wohnhaus Landgraf-Karl-Straße 46               | Frankenhain, Landgraf-Karl-Straße 46 Lage |                                                                                             | Mitte des 19. Jahrhunderts        |       |